# 廣佈黃耆
廣佈黃耆（学名：Astragalus frigidus）为豆科黄芪属的植物。分布于北美、巴基斯坦、中欧、俄罗斯、印度以及中国大陆的四川、云南、新疆等地，生长于海拔2,000米的地区，多生在山坡，目前尚未由人工引种栽培。